# La Roue Tourangelle 2018
La 17.ª edición de la clásica ciclista La Roue Tourangelle, fue una carrera en Francia que se celebró el 1 de abril de 2018 sobre un recorrido de 200 kilómetros con inicio en la ciudad de Château-Renault y final en la ciudad de Tours.
La carrera hizo parte del UCI Europe Tour 2018, dentro de la categoría 1.1
La carrera fue ganada por el corredor francés Marc Sarreau del equipo Groupama-FDJ, en segundo lugar Samuel Dumoulin (Ag2r La Mondiale) y en tercer lugar Hugo Hofstetter (Cofidis).

## Equipos participantes
Tomaron parte en la carrera 21 equipos: 2 de categoría UCI WorldTeam; 14 de categoría Profesional Continental; y 5 de categoría Continental. Formando así un pelotón de 141 ciclistas de los que acabaron130. Los equipos participantes fueron:
| WorldTeams (2)- Groupama-FDJ - AG2R La Mondiale Equipos continentales profesionales (14)- Direct Énergie - Fortuneo-Samsic - Cofidis, Solutions Crédits - Delko-Marseille Provence-KTM - Vital Concept - Wanty-Groupe Gobert - Caja Rural-Seguros RGA - Androni Giocattoli-Sidermec - Gazprom-RusVelo - Euskadi Basque Country-Murias - Manzana Postobón - Holowesko-Citadel - Israel Cycling Academy - UnitedHealthcare Equipos continentales (5)- Saint Michel-Auber 93 - Roubaix Lille Métropole - Vorarlberg-Santic - Cibel-Cebon - Tarteletto-Isorex |
| |

## Clasificación final
- Las clasificaciones finalizaron de la siguiente forma:[4]

| \| Clasificación general \| Clasificación general \| Clasificación general \| Clasificación general \| Clasificación general \| \| Ciclista \| Ciclista \| Equipo \| Tiempo \| \| \| --------------------- \| --------------------- \| --------------------------- \| --------------------- \| --------------------- \| \| 1.º \| Marc Sarreau \| Groupama-FDJ \| 4 h 44 min 33 s \| \| \| 2.º \| Samuel Dumoulin \| AG2R La Mondiale \| + 0 s \| \| \| 3.º \| Hugo Hofstetter \| Cofidis, Solutions Crédits \| + 0 s \| \| \| 4.º \| Andrea Vendrame \| Androni Giocattoli-Sidermec \| + 0 s \| \| \| 5.º \| Clément Venturini \| AG2R La Mondiale \| + 0 s \| \| \| 6.º \| Sylvain Chavanel \| Direct Énergie \| + 0 s \| \| \| 7.º \| Wilmar Paredes \| Manzana Postobón \| + 0 s \| \| \| 8.º \| Matthieu Ladagnous \| Groupama-FDJ \| + 0 s \| \| \| 9.º \| Benoît Cosnefroy \| AG2R La Mondiale \| + 3 s \| \| \| 10.º \| Silvan Dillier \| AG2R La Mondiale \| + 9 s \| \| |                    |                             |                 |
| |                    |                             |                 |
| Fuente: ProCyclingStats |                    |                             |                 |
| Clasificación general |                    |                             |                 |
| Ciclista | Ciclista           | Equipo                      | Tiempo          |
| 1.º | Marc Sarreau       | Groupama-FDJ                | 4 h 44 min 33 s |
| 2.º | Samuel Dumoulin    | AG2R La Mondiale            | + 0 s           |
| 3.º | Hugo Hofstetter    | Cofidis, Solutions Crédits  | + 0 s           |
| 4.º | Andrea Vendrame    | Androni Giocattoli-Sidermec | + 0 s           |
| 5.º | Clément Venturini  | AG2R La Mondiale            | + 0 s           |
| 6.º | Sylvain Chavanel   | Direct Énergie              | + 0 s           |
| 7.º | Wilmar Paredes     | Manzana Postobón            | + 0 s           |
| 8.º | Matthieu Ladagnous | Groupama-FDJ                | + 0 s           |
| 9.º | Benoît Cosnefroy   | AG2R La Mondiale            | + 3 s           |
| 10.º | Silvan Dillier     | AG2R La Mondiale            | + 9 s           |

## UCI World Ranking
La Roue Tourangelle otorga puntos para el UCI Europe Tour 2018 y el UCI World Ranking, este último para corredores de los equipos en las categorías UCI WorldTeam, Profesional Continental y Equipos Continentales. Las siguientes tablas muestran el baremo de puntuación y los 10 corredores que obtuvieron más puntos:
| Posición              | 1.ª | 2.ª | 3.ª | 4.ª | 5.ª | 6.ª | 7.ª | 8.ª | 9.ª | 10.ª |
| Clasificación general | 125 | 85  | 70  | 60  | 50  | 40  | 35  | 30  | 25  | 20   |

| 1.º  | Marc Sarreau       | Groupama-FDJ                | 125 |
| 2.º  | Samuel Dumoulin    | Ag2r La Mondiale            | 85  |
| 3.º  | Hugo Hofstetter    | Cofidis, Solutions Crédits  | 70  |
| 4.º  | Andrea Vendrame    | Androni Giocattoli-Sidermec | 60  |
| 5.º  | Clément Venturini  | Ag2r La Mondiale            | 50  |
| 6.º  | Sylvain Chavanel   | Direct Énergie              | 40  |
| 7.º  | Wilmar Paredes     | Manzana Postobón            | 35  |
| 8.º  | Matthieu Ladagnous | Groupama-FDJ                | 30  |
| 9.º  | Benoît Cosnefroy   | Ag2r La Mondiale            | 25  |
| 10.º | Silvan Dillier     | Ag2r La Mondiale            | 20  |